# The Oxford Book of Carols
The Oxford Book of Carols è una raccolta di spartiti vocali di canti natalizi e canti di altre stagioni. È stato pubblicato per la prima volta nel 1928 dalla Oxford University Press ed è stato curato da Percy Dearmer, Martin Shaw e Ralph Vaughan Williams. Divenne una fonte largamente usata di canti natalizi tra cori e congregazioni ecclesiali in Gran Bretagna.

## Storia
Vaughan Williams era un noto compositore e arrangiatore di musica della Chiesa anglicana e un membro fondatore della English Folk Dance and Song Society. Era uno studioso del canto popolare inglese e la sua musica era fortemente influenzata dalle forme popolari tradizionali. Williams aveva collaborato con Percy Dearmer alla compilazione di The English Hymnal, che fu pubblicato nel 1906, e come con questo innario, The Oxford Book of Carols favorì melodie folk tradizionali e arrangiamenti polifonici di canti, al posto delle melodie degli inni vittoriani che Vaughan Williams considerava eccessivamente sentimentali e di tono germanico. Vaughan Williams in particolare attingeva alla musica della sua infanzia e alla sua borsa di studio sulla musica folk inglese ed era inoltre guidato dalla sua convinzione che la musica della gente comune dovesse essere considerata.

## Edizioni
The Oxford Book of Carols è stato ristampato più volte. Fu riscritto e risistemato in un formato leggermente più grande nel 1964, quando furono rivisti alcuni canti natalizi medievali. L'edizione più recente è datata 26 gennaio 1984 ed è ancora in stampa.
The New Oxford Book of Carols è stato pubblicato nel 1992 da OUP. Gli antologisti Hugh Keyte e Andrew Parrott fanno pochi riferimenti all'OBC nella loro Introduzione e il loro obiettivo appare lo stesso di quello di Dearmer nel 1928. L'enorme compito fu condiviso da entrambi i gruppi di antologisti e Keyte e Parrott pubblicarono The Shorter New Oxford Book of Carols nel 1993.